# گائو هونگسیا
گائو هونگسیا (انگلیسی: Gao Hongxia؛ زادهٔ ۷ دسامبر ۱۹۷۳) بازیکن فوتبال اهل چین است.
وی همچنین در تیم ملی فوتبال زنان چین بازی کرده‌است.